# 마샤 헌트
마샤 헌트(영어: Marsha Hunt, 1917년 10월 17일~2022년 9월 7일)는 미국의 배우, 모델, 사회운동가이다. 할리우드 황금기 시절 왕성히 활동한 배우였으며, 할리우드 블랙리스트에 오른 배우 중 한 명이다.

## 출연 작품
- 생존자들: 더 레스큐 (2021)
- 자니 총을 얻다 (1971)
- 아이언 사이드 (1967)
- 4인의 무뢰한 (1960)
- 바머스 B-52 (1957)
- 클라이막스! (1954)
- 해피 타임 (1952)
- 스튜디오 원 (1948)
- 로 딜 (1948)
- 카네기 홀 (1947)
- 스매쉬업 (1947)
- 밸리 오브 디씨전 (1945)
- 논 쉘 이스케이프 (1944)
- 백만인의 음악 (1944)
- 더 휴먼 코미디 (1943)
- 싸우잰드 치어 (1943)
- 길 잃은 천사 (1943)
- 세븐 스윗하트 (1942)
- 파나마 해티 (1942)
- 언홀리 파트너스 (1941)
- 애정은 강물처럼 (1941)
- 아이린 (1940)
- 오만과 편견 (1940)
- 본 투 더 웨스트 (1937)
- 콜리지 홀리데이 (1936)